# Guadalupe Victoria, Oaxaca de Juárez
Guadalupe Victoria är en ort i Mexiko.   Den ligger i kommunen Oaxaca de Juárez och delstaten Oaxaca, i den sydöstra delen av landet, 400 km sydost om huvudstaden Mexico City. Guadalupe Victoria ligger 1 635 meter över havet och antalet invånare är 442.
Terrängen runt Guadalupe Victoria är kuperad åt sydväst, men åt nordost är den bergig. Runt Guadalupe Victoria är det tätbefolkat, med 881 invånare per kvadratkilometer. Närmaste större samhälle är Oaxaca de Juárez, 4,0 km söder om Guadalupe Victoria. Omgivningarna runt Guadalupe Victoria är en mosaik av jordbruksmark och naturlig växtlighet.